# Завоевание Испании Римом

Хронология римских завоеваний в Испании

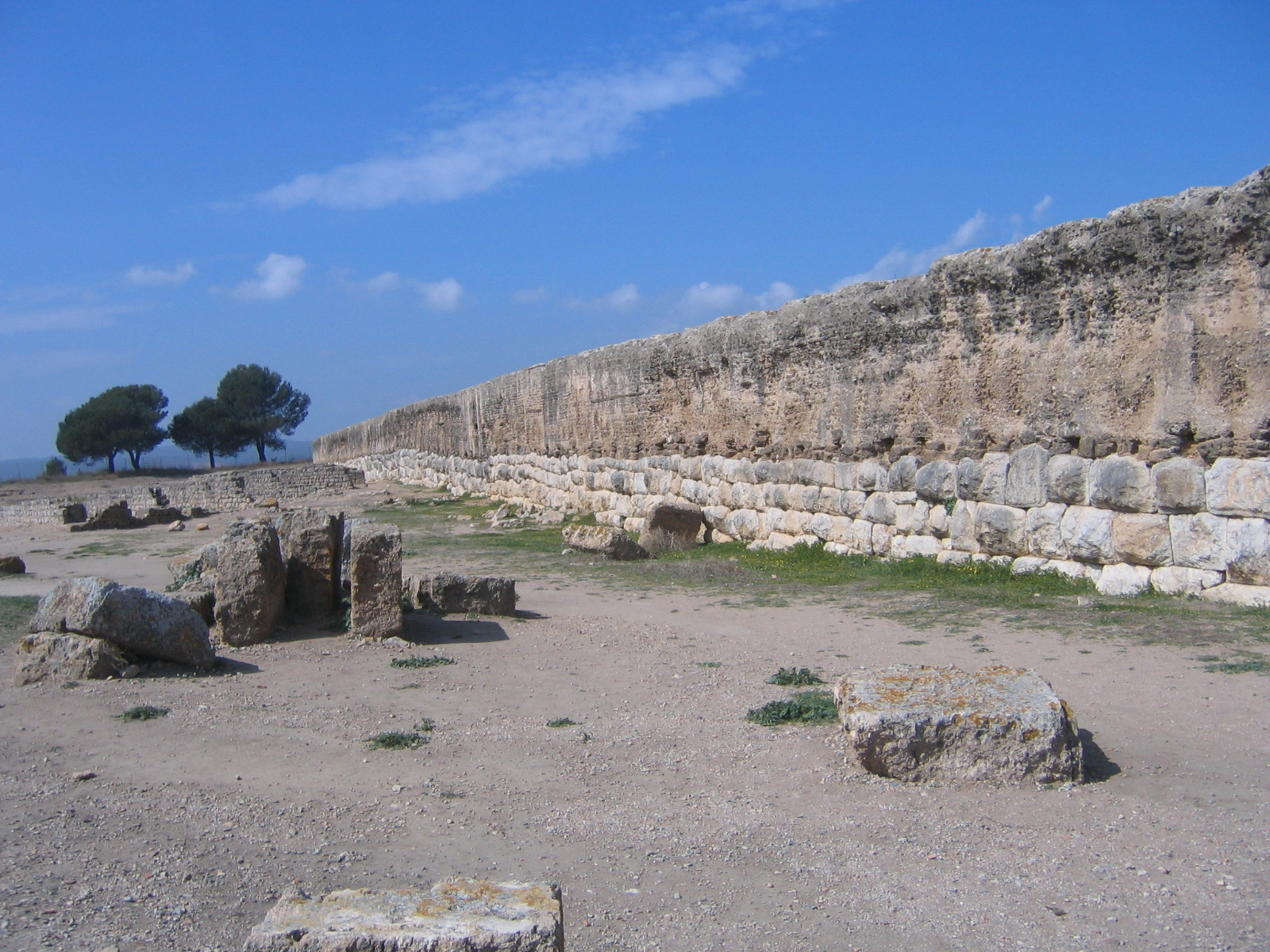
Римская крепостная стена в Эмпорионе, откуда началось проникновение римлян на Пиренейский полуостров.

Завоеванием Испании (исп. Conquista de Hispania) — называние в испанской историографии исторического периода от начала высадки римлян в Эмпорионе (218 году до н. э.) до окончательного завоевания полуострова Октавианом Августом в 17 году до н. э.

## Предыстория
Первыми из представителей развитых цивилизаций Пиренейский полуостров начали посещать финикийцы. Самые древние контакты между ними и местными относятся к XII веку до н. э., когда был основан город Гадир.
Их активность концентрировалась преимущественно на юго-восточном побережье южнее реки Ибер (совр. Эбро). Там они основали большое количество торговых баз с целью вывоза минеральных и других ресурсов дороманской Испании на рынки античного Средиземноморья. Эти маленькие базы редко представляли собой что-то большее, чем построенный у причала товарный склад, однако они делали возможным не только вывоз сырья, но и распространение ремесленных изделий из восточного Средиземноморья среди местных жителей, что усиливало влияние античной цивилизации на культуры коренного населения полуострова и способствовало заимствованию ими определённых культурных черт.
В 600 году до н. э. к колонизации присоединились греки, основавшие торговый город Массалия (совр. Марсель). Регион начал иметь всё больше связей с цивилизацией.
Наиболее сильному культурному влиянию подверглись племена иберов, у которых постепенно начали возникать крупные городские центры наподобие прибрежных колоний и структурированное общество с социальной иерархией.
Тем не менее, иберы были политически раздробленными.
Влияние античных культур ослабевало с удалением от восточного побережья. Население северо-западной части Пиренейского полуострова жило преимущественно небольшими деревнями, занимаясь сельским хозяйством и скотоводством. Центр и запад занимали кельты, которые появились там из-за Пиренеев примерно в VII веке до н. э., север — предки современных басков. Кельтские племена, населявшие внутренние плато на севере центральной части полуострова, тесно контактировали с иберами на востоке и позаимствовали от них многие культурные черты, в частности использование гончарного круга, характерный стиль каменных статуэток кабанов и быков, а также иберийский алфавит, однако городские центры в этой области стали возникать лишь во II веке до н. э.

## Карфагенская Испания
После Первой Пунической войны карфагенский полководец Гамилькар Барка, приобретший значительное политическое влияние во время войны и последующего восстания наёмников, вместе с сыновьями Ганнибалом и Гасдрубалом начали кампанию по покорению Пиренейского полуострова и установлению власти Карфагена над значительной его частью, в частности югом и восточным побережьем. Местные племена подчинялись с помощью подкупа, заключения военных альянсов и брачных союзов, или грубой военной силы. Покорённые племена, в свою очередь, служили важным источником пополнения карфагенской армии, которая привлекала к себе подразделения союзных племён, а также набирала наёмников среди местных жителей. Среди туземного войска особой славы получили подразделения илергетов, а также легендарных балеарских пращников. Опираясь на это войско, Карфаген мог противостоять Риму и укреплять свою власть на севере Африки. Такое развитие событий расценивалось Римом как угроза его власти и как достаточный повод для вторжения в Испанию.

### Сагунтский кризис и Вторая Пуническая война
Вторая война между Карфагеном и Римом возникла из спора за контроль над Сагунтом, греческим прибрежным городом, расположенным на восточном побережье близ современной Валенсии. Около 225 года до н. э. римляне подписали с Гасдрубалом, зятем и наследником Гамилькара Барки, соглашение, которое ограничивало сферу карфагенского влияния территорией к югу от реки Эбро, а также гарантировало независимость Сагунта. Однако в 219 году до н. э. Ганнибал осадил город после того, как вследствие политического кризиса в нём вспыхнул внутренний конфликт и в вооружённых столкновениях были убиты сторонники прокарфагенской партии. Город обратился за помощью в Рим, но не получил её. После длительной осады и кровавых боёв, во время одного из которых Ганнибал были тяжело ранен, карфагенская армия взяла город штурмом, несмотря на героическое сопротивление горожан. Сагунт был практически полностью уничтожен, сначала карфагенянами при осаде, а затем самими его жителями. Многие из сагунтийцев покончили с собой, чтобы не быть проданными карфагенянами в рабство.
Рим, разъярённый действиями карфагенян, обратился к карфагенскому правительству с требованием выдачи Ганнибала как нарушившего договор и вывода войск из Сагунта; Карфаген отказался, и римский сенат объявил войну.

### Начало войны
Морские пути в то время надёжно контролировались римским флотом. Поэтому по завершении осады Сагунта в начале лета 218 года до н. э. Ганнибал пересёк Эбро с целью добраться до Италии по суше, и в течение лета завоевал ряд испанских районов к северу от реки. Покорив иберийские племена, но не трогая греческих городов на побережье, в конце лета он отправился через южную Галлию и Альпы в Италию, во главе армии численностью почти 100 000 воинов (по другим оценкам — около 60 000). Своего младшего брата Гасдрубала с 15 000 войска он поставил охранять карфагенские владения южнее Эбро; Ганнон (вероятно, племянник Ганнибала Ганнон Старший) с 11000 солдат остался обеспечивать безопасность только что покорённого севера Испании.
Между тем римское войско численностью около 22 000 во главе с консулом Публием Корнелием Сципионом было отправлено морским путём в Массилию в южной Галлии с приказом перехватить армию Ганнибала. Высланный из Массилии на север вверх по Роне кавалерийский патруль столкнулся с отрядом нумидийской конницы из арьергарда Ганнибала и разбил его, получив информацию о том, что основные силы армии прошли этой местностью три дня назад. Сципион отплыл обратно в Италию для организации обороны, но большая часть войска во главе с его братом Гнеем Сципионом была отправлена морем в Испанию с целью связать карфагенские войска, находившиеся там, и не дать им возможность поддержать итальянскую армию Ганнибала. Этот смелый стратегический манёвр сыграл решающую роль в победе римлян в этой войне, начало которой складывалось вовсе не в их пользу.

## Римское вторжение
Местом первой высадки римлян на Пиренейском полуострове стал греческий город Эмпорион на севере Испании у подножия Пиренейских гор. Первой задачей римских сил вторжения был поиск союзников среди местных жителей. Они вступили в союз с вождями некоторых иберийских прибрежных племён, но привлечь на свою сторону большинство иберов римлянам, вероятно, не удалось; например, известно о том, что племя илергетов, сильное племя к северу от Эбро, осталось верным карфагенянам. Впрочем, искусно заключая договоры или применяя военную силу Гней Сципион быстро взял под контроль всё испанское побережье севернее Эбро, включая город Таракон (современная Таррагона), в котором он устроил свою резиденцию.

### Битва при Циссисе
Первая важная битва между римской и карфагенским армиями произошла в 218 году до н. э. на территории поселения Циссис южнее Таракона. Гней Сципион, имея двукратное преимущество над войском Ганнона, без труда разбил его. Карфагеняне потеряли в этой битве 6000 убитыми, ещё 2000 были захвачены в плен, в том числе сам Ганнон, а также вождь илергетов Индибил (который в будущем создаст римлянам много сложностей). Гасдрубал, который со своей армией спешил на соединение с Ганноном, опоздал и не решился атаковать главные силы римлян. Вместо этого он пересёк Эбро и совершил кавалерийский рейд в тыл римлян. После этого Гасдрубал был вынужден отвести свои войска обратно за Эбро и отступить к своей столице Новому Карфагену (современная Картахена); римляне отошли к Таракону и начали его укреплять. Победой при Циссисе римляне укрепили свой престиж среди близлежащих иберийских племён; позиции карфагенян значительно пошатнулись.

### Продвижение на юг
Весной 217 года до н. э. около устья Эбро состоялось морское сражение между флотами Гнея Сципиона и Гасдрубала Барки, в котором карфагеняне потерпели сокрушительное поражение, потеряв три четверти своего флота; благодаря этой победе римский флот получил полный контроль на море, который удерживали до конца войны. Контроль римлян над морскими путями и морская блокада карфагенских портов на испанском побережье сыграли значительную роль в ослаблении армии Ганнибала, которая противостояла римлянам в Италии
После победы при Эбро из Италии прибыло подкрепление во главе с Публием Сципионом (в чине проконсула Испании), которое сделало возможным продвижение римлян на юг в направлении Сагунта.
Братья Сципионы хорошо укрепили город Таракон и использовали гавань для укрытия флота. Крепостная стена, вероятно, была построена на фундаменте циклопической постройки древних времён; отметки иберийских каменщиков на каменных глыбах, из которых она была сложена, позволяют заключить, что на строительстве широко использовалась местная рабочая сила.
Весь 216 год как римляне, так и карфагеняне, были больше заняты консолидацией своих испанских владений, чем борьбой между собой. Братья Сципионы воевали с Индибилом и его илергетами, карфагеняне укрощали племена тартессиев. В 215 году карфагеняне получили подкрепление во главе с Гимильконом, и у устья Эбро состоялась ещё одна битва, получившая название битвы при Дертосе. На этот раз победа также была на стороне римлян, которые снова не позволили Гасдрубалу оказать поддержку силам Ганнибала в Италии в критический для него момент. Гасдрубал понёс столь значительные потери, что Карфаген был вынужден направить в Испании большое подкрепление в главе с Магоном Баркой (третьим, младшим сыном Гамилькара Барки), которое первоначально предназначалось для усиления итальянской армии Ганнибала, что не позволило собрать достаточно сил для решающего удара по Риму после битвы при Каннах.
Восстание Сифакса, в то время союзного Риму, в западной Нумидии заставило Гасдрубала с большей частью войска в 214 году вернуться в Африку, уступив инициативу на испанском театре военных действий римлянам. В Африке Гасдрубал поддержал соперника Сифакса, вождя восточных нумидийцев Галу, и при поддержке его и его сына Масиниссы нанёс Сифаксу тяжёлое поражение. В 211 году Гасдрубал вернулся в Испанию с многочисленным войском, в том числе с нумидийской конницей Масиниссы.
В то же самое время между 214 и 211 годами братья Сципионы совершили поход вглубь страны вверх по Эбро; по крайней мере достоверно известно, что в 211 году в состав римского войска входил многотысячный контингент наёмников-кельтиберов, которые жили в внутренних районах полуострова. В 212 году войска Сципиона захватили город, с которого началась эта война, Сагунт, использовав его как базу для дальнейшего продвижения на юг Испании. Впрочем, и римлянам, которые несколько лет не получали подкреплений, и карфагенянам, занятым африканскими делами, не хватало сил для решающего наступления, и боевые действия в этот период имели локальный характер.

### Гибель Сципиона и временное поражение римлян
По состоянию на начало 211 года до н. э. карфагенские силы были разделены на три армии; первые две возглавляли братья Гасдрубал и Магон Баркиды, третьей командовал Гасдрубал, сын карфагенского генерала Ганнибала Гиско, погибшего во время Первой Пунической войны. Римляне, в свою очередь, также разделили своё войско на три части, чтобы противостоять карфагенянам; двумя римскими армиями командовали Гней и Публий Сципион, третью возглавил Тит Фонтей. В 211 году римляне начали новое наступление на юг, которое закончилось для них катастрофой и гибелью братьев Сципионов; римские силы в Испании оказались на грани полного поражения.
Сципионы решили разгромить карфагенские армии поодиночке, но силы трёх карфагенских армий были почти равными, и для получения тактической победы над любой из них римляне должны были опасно ослабить войско, противостоявшего двум другим. Гней Сципион выступил против Гасдрубала, имея над ним почти двойное численное преимущество; Публий отправился против Магона. Несмотря на преимущество римлян, Гасдрубалу удалось выдержать их натиск и остановить римское наступление: узнав, что большую часть наступающего на него римского войска составляют иберийские наёмники, он смог перекупить их, пообещав лучшую плату, и оставил Гнея Сципиона со сравнительно небольшим контингентом итальянских легионеров. После этой потери Сципиону не осталось ничего другого, кроме как медленно отступать на север, отражая непрерывные атаки карфагенян.
Между тем объединённые силы Гасдрубала сына Гискона и Магона Баркида, поддержанные нумидийцами Масиниссы, перехватили в верховьях Бетиса (Гвадалквивир) войско Публия Сципиона. В ходе битвы при Кастулоне (возле современного Линареса) римское войско было окружено и почти полностью уничтожено; среди погибших был и сам Публий Сципион.
После разгрома войска Публия Сципиона карфагеняне начали стягивать войска против армии Гнея. Им удалось перерезать ему пути отступления; римляне были вынуждены остановиться и принять бой неподалёку от Илорки. Объединённые карфагенские силы взяли наспех укреплённый лагерь римлян на вершине высокого холма приступом и уничтожили римское войско. Во время битвы при Илорке, через несколько дней после гибели Публия Сципиона под Кастулоном, такая же участь постигла и его брата Гнея.
Карфагеняне уже готовились к переправе через Эбро, но были отброшены от реки Гаем Марцием Септимием, римским офицером, который был избран войском командующим после гибели Сципиона. Обстоятельства этой битвы, которая произошла около 211 году до н. э., точно неизвестны, но известно, что вождь илергетов Индибил в этот раз сражался на стороне римлян.
Победа карфагенян стала неожиданностью для обеих сторон. Карфагеняне, которые вдруг получили инициативу на испанском театре военных действий, оказались неспособны воспользоваться случаем и развить успех. Они могли послать подкрепление итальянской армии Ганнибала или усилить испанский контингент и решительным ударом выгнать римлян с Пиренейского полуострова, создав угрозу Италии с севера; вместо этого карфагеняне провели несколько следующих месяцев, укрепляя свои позиции на юге Испании, дав римлянам время, чтобы восстановить силы. Рим, хотя и был сначала шокирован сокрушительным поражением и гибелью своих генералов, ответил на неё решительно: сенат немедленно отправил в Испанию Клавдия Нерона с войском для укрепления римских гарнизонов, которые ещё оставались в Испании. Римские победы под Сиракузами на Сицилии и под Капуей в Италии позволили римлянам высвободить часть войска для усиления испанской армии и составить план дальнейшей кампании в Испании, где в конце 211 года ситуация полностью повторяла 218 год: римские силы под командованием Марция Септимия и Клавдия Нерона закрепились на севере от Эбро, тогда как карфагеняне вновь контролировали всю центральную и южную Испанию.
В 210 году римский сенат назначил верховным командующим в Испании Публия Корнелия Сципиона младшего, сына погибшего при Кастулоне генерала, несмотря на его молодость (25 лет) и отсутствие необходимого для такого назначения опыта пребывания в должностях претора консула. В течение следующих четырёх лет он смог не только удержать римские позиции в Испании и предотвратить возможность поддержки из Испании итальянской армии Ганнибала, но и возобновить наступление и очистить Испанию от карфагенян, а затем, возглавив объединённую римскую армию, нанести им окончательное поражение при Заме, за которую был удостоен от римского сената почётного звания Африканский.

### Сципион Африканский
Публий Сципион младший отплыл в Испанию с 11000 солдат и, как и его отец восемь лет назад, высадился в Эмпорионе. Объединив итальянский контингент с римскими войсками, находившимися в Испании, он начал кампанию против карфагенян с армией общей численностью 28000 пеших и 3000 конных воинов и не получал подкреплений до самого конца войны.
На своей базе в Тарраконе Сципион немедленно начал поднимать боевой дух римского войска и заручился поддержкой местных племён, вступая с ними в альянсы. В течение зимы 210/209 года он совершил несколько разведывательных рейдов вглубь карфагенской территории и выяснил, что войско карфагенян не только осталось разделено на три армии, но и из-за имеющихся между их командующими разногласий они не координируют свои действия. Армия Гасдрубала Барки находилась в верховьях Тахо, армия Гасдрубала Гиско — далеко на западе в Лузитании, в районе современного Лиссабона, армия Магона Барки находилась в районе Гибралтарского пролива. Хотя каждая из карфагенских армий была сравнима по численности со всем римским войском, карфагенские военачальники находились далеко друг от друга и от своей основной базы — Нового Карфагена, с захвата которого будущий Сципион Африканский начал свою испанскую кампанию.
В начале 209 года до н. э. войска Сципиона форсировали Эбро и осадили столицу карфагенской Испании с суши и моря. Укрепив свои позиции против атаки с тыла до подхода основных сил карфагенской армии, римляне начали готовиться к штурму города. После двух неудачных лобовых атак Сципион предпринял тактику одновременного штурма крепости с нескольких направлений, зная, что гарнизон города слишком мал, чтобы эффективно оборонять весь периметр. Благодаря низкому уровню воды в заливе, который обнажил северную стену, высаженный с кораблей десант смог атаковать в неожиданном для защитников Нового Карфагена направлении и ворваться в город. Чрезвычайно низкий уровень воды в лагуне, который был вызван, вероятно, сильным ветром с берега, произвёл большое впечатление на римских солдат, которые пришли к выводу, что их командующему помогает сам бог морей Нептун. Римляне устроили в городе резню населения, подавляя последние очаги сопротивления, однако когда карфагенский гарнизон во главе с Магоном (тёзкой командующего одной из армий) бросил оружие и сдался, Сципион приказал остановить насилие.
Захват Нового Карфагена не только дал римлянам плацдарм в самом сердце карфагенской Испании; римляне захватили здесь карфагенский арсенал с большим количеством оружия, амуниции и припасов, в которых они чувствовали большую потребность, а также получили местные серебряные рудники, прекрасную гавань и прочную базу для своих дальнейших операций на юге Испании; кроме этого, в Новом Карфагене римляне захватили испанских заложников, которых карфагеняне удерживали для обеспечения лояльности иберийских племён. Освобождение заложников позволило Сципиону привлечь на свою сторону вождей многих племён, которые до сих пор поддерживали карфагенян, в частности Индибила, предводителя илергетов, и Мандония, вождя аусетанов — племён, живших у подножья Пиренеев на севере страны и постоянно угрожали коммуникациям римлян, а также предводителя эдетанов Эдекона. Впрочем, отношения среди местных племён были чрезвычайно сложны; иберийское общество не имело центральной власти, и каждое племя самостоятельно решало, кого ему поддержать, часто меняя свою позицию несколько раз в ходе войны.
Отношение Сципиона к населению города по окончании осады и штурма было по тем временам исключительно мягким. Карфагенские граждане были отпущены, и им даже было разрешено забрать с собой своё имущество. Ремесленникам была обещана свобода, если они продолжат работать в интересах римской армии. Среди местных жителей Сципион также набрал большое количество гребцов для кораблей своего флота и солдат для вспомогательных подразделений армии, увеличив количество своих войск и показав, что он относится к местному населению как к союзникам, а не врагам.
Укрепив Новой Карфаген и оставив в нём сильный гарнизон, Сципион отвёл основную часть своей армии назад к Тарракону, чтобы не дать карфагенянам перерезать его протяжённые коммуникации. Остаток 209 года он посвятил боевой подготовке войска. Карфагеняне, не имея морского флота, не имели возможности отвоевать свою столицу у римлян; к тому же они должны были прилагать значительные усилия, удерживая в покорности своих испанских союзников, чтобы не дать им перейти на сторону римлян. Фактически захватом Нового Карфагена римляне достигли в Испании того, что ранее удалось осуществить Ганнибалу в Италии — поднять местное население против традиционных властителей. Когда Гасдрубал начал собирать армию для поддержки Ганнибала в Италии, Сципион заранее узнал об этом с помощью широкой сети информаторов и шпионов. В начале 208 года до н. э. армия Сципиона двинулась на юг к Бекуле, чтобы перехватить карфагенян врасплох.
В битве при Бекуле от 35000 до 50000 римского войска встретились с 30000 карфагенян. Карфагеняне понесли при Бекуле большие потери (от половины до двух третей своей армии), но, хотя эта битва считается победой римлян, Гасдрубал сумел с остатком армии организованно отступить вглубь страны и продолжить запланированный поход в Италию, избрав маршрут, который обходил Пиренеи с запада, чтобы обойти римские укрепления на северо-востоке страны.
Сципион считал бессмыслицей поход на север по гористой местности, населённой враждебными племенами, имея в тылу две другие карфагенские армии, и потому не стал преследовать Гасдрубала (за что позже подвергался жестокой критике Катона Старшего), сосредоточившись вместо этого на карфагенских войсках, оставшихся в Испании. Гасдрубал прошёл по землям басков (с которыми, вероятно, заключил союзный договор) в южную Галлию. Усилив своё войско галльскими наёмниками и перейдя через Альпы он вторгся в Италию, стремясь соединиться с итальянской армией Ганнибала. В 207 году до н. э. в битве при Метавре в Этрурии карфагенское войско было разгромлено Марком Ливием Салинатором; в этой битве погиб и сам Гасдрубал.
После Бекулы Сципион выступил против армий Магона и Гасдрубала Гиско. Значительно усилив своё войско отрядами местных испанских племён, которые провозгласили его царём (хотя Сципион отказался принять этот титул), он получил прекрасную позицию для нанесения карфагенянам решающего удара. Марк Силан с 10000 пешими и 500 конными воинами двинулся форсированным маршем против Магона. Армия Магона, усиленная прибывшим из Карфагена подкреплением во главе с Ганноном, значительно превышала силы римлян, но атака Силана оказалась полной неожиданностью. Карфагеняне потерпели тяжёлое поражение; их местные союзники разбежались, а Ганнон был захвачен в плен. Магон собрал то, что осталось от карфагенского войска, и отошёл к Гадесу (современный Кадис) на соединение с армией Гасдрубала сына Гискона, который, узнав о поражении Ганнона, решил не принимать бой и вывести свои войска из-под возможного удара Сципиона.
До конца 207 года римские армии Силана и Сципиона занимались укреплением римского контроля над югом Испании и нападениями на местные племена, оставшиеся верными Карфагену, с целью заставить их прервать свои отношения с Карфагеном, и лишить карфагенян поддержки и подкреплений со стороны иберов. Когда в Испанию пришли новости о поражении и гибели Гасдрубала при Метавре, карфагеняне в Испании уже окончательно перешли к обороне, укрывшись в нескольких мощных крепостях на южном побережье. Обе армии начали готовиться к финальной битве за господство на Пиренейском полуострове.

### Окончательная победа римлян
Зимой 207/206 годов карфагеняне собрали войска своих последних испанских союзников и получили подкрепление из Африки. Весной 206 года Магон и Гасдрубал Гиско выступили против Сципиона, имея в своих рядах от 50000 до 70000 пешего войска, от 4000 до 5000 конницы и 36 слонов. Сципион также набрал большое количество рекрутов среди испанских племён; его войско было значительно ослаблено необходимостью содержать гарнизоны на недавно завоёванных территориях, и римские легионеры составляли лишь небольшую часть его армии, насчитывавшей около 45000 воинов. Несмотря на численное превосходство противника Сципион выступил навстречу карфагенянам у городка Илипа (современная Алькала-дель-Рио недалеко от Севильи). Недостаток численности войска Сципион прекрасно возместил военным талантом и удачным тактическим манёвром и в ходе многодневной битвы при Илипе наголову разгромил карфагенян. Магон и Гасдрубал Гиско с остатками армии, которым удалось избежать резни, прорвались обратно к Гадесу.
После победы при Илипе римское войско занялось подавлением последних очагов карфагенского сопротивления на юге Испании; Сципион также совершил рискованное морское путешествие в Африку на переговоры с Сифаксом. После возвращения из Африки Сципион тяжело заболел, и его болезнь усилилась, когда армия двинулась против Гадеса, и в какое-то время начали ходить слухи о то, что он умер. Римское войско уже длительное время не получало жалованья — разорённая войной Италия была не в состоянии регулярно платить легионерам, и среди римских гарнизонов в северной Испании, которые не принимали участия в боевых действиях и потому не могли рассчитывать на военную добычу и грабёж, росло недовольство. Летом 206 года, получив ложное сообщение о смерти Сципиона, взбунтовался римский гарнизон на реке Сукрон. Возможно, в подстрекательстве легионеров участвовали иберы, так как в это же время на северо-востоке Испании вспыхнуло восстание иберов, возглавленное Индибилом и предводителем аусетанов Мандонием. Однако восставшие легионеры не прибегали к активным действиям после того, как выяснилось, что Сципион жив, и когда легиону было приказано явиться к Новому Карфагену якобы для выдачи жалованья, он прибыл туда в полном составе. Подстрекатели и зачинщики мятежа были арестованы и казнены, после чего бунт быстро утих. Восставшие иберы были разбиты сначала легатом Гаем Лелием, а затем самим Сципионом; впрочем, длительное противостояние с иберами было римлянам невыгодно. Сципион пошёл на переговоры и пообещал сохранить обоим вождям жизни в обмен на выплату иберами контрибуции, достаточной для расчёта с легионерами, и предоставление заложников. Мандоний был казнён позже, в 205 году; Индибилу удалось бежать.
После битвы при Илипе стало ясно, что карфагеняне не смогут удержаться на Пиренейском полуострове. Гасдрубал Гиско отплыл в Африку, где ему удалось привлечь на свою сторону бывшего римского союзника Сифакса (согласно сообщению Тита Ливия, он прибыл к Сифаксу одновременно со Сципионом, но не решился атаковать римлян в нейтральной гавани, принадлежавшей его возможному союзнику). Магон Барка, воспользовавшись тем, что римляне заняты внутренними проблемами на севере страны, совершил морскую вылазку из Гадеса, пытаясь захватить Новый Карфаген, однако гарнизону крепости удалось отразить карфагенскую атаку. Когда он вернулся в Гадес, его не пустили в город. Он отплыл на Балеарские острова, где набрал войско местных аборигенов, после чего высадился в Лигурии (близ современной Генуи) в последней попытке вторгнуться в Италию с севера и помочь итальянской армии Ганнибала. В 205 году он был разгромлен римлянами в Цизальпийской Галлии, как и Гасдрубал два года назад. Гадес после отплытия Магона в конце 206 года без боя сдался римлянам. Таким образом, Рим полностью очистил Испанию от карфагенского присутствия и стал единственным властителем страны. Под римским контролем оказалось все побережье от Пиренеев на северо-востоке до Альгарве на юго-западе, на севере римская территория простиралась на запад вдоль Пиренеев до современных Уэски и Сарагосы.
О событиях войны после окончания боевых действий в Испании см.. Вторая Пуническая война .